# Budești, Vrancea
Budești este un sat în comuna Cotești din județul Vrancea, Muntenia, România. Se află în partea de sud a județului,  în Subcarpații de Curbură.

## Personalități
- Nicolae Al. Rădulescu (1905 - 1989), geograf, membru corespondent al Academiei Române.

 Acest articol despre o localitate din județul Vrancea este deocamdată un ciot. Puteți ajuta Wikipedia prin completarea lui.